# Les Pépées au service secret
Pour plus de détails, voir Fiche technique et Distribution.
Les Pépées au service secret est un film français réalisé par Raoul André, sorti en 1956.

## Fiche technique
- Titre : Les Pépées au service secret
- Réalisation : Raoul André
- Scénario et dialogues : Raymond Caillava
- Photographie : André Germain
- Son : Louis Gernolle
- Décors : Louis Le Barbenchon
- Montage : Gabriel Rongier
- Musique : Daniel White
- Production : Éole Productions
- Pays :  France
- Format : Noir et blanc  - 35 mm - Son mono
- Genre : Comédie
- Durée : 97 minutes
- Date de sortie : 
  - France : 10 août 1956

## Distribution
- Claudine Dupuis
- Tilda Thamar
- Raymond Souplex
- Robert Berri
- Louise Carletti
- Michèle Philippe
- André Versini
- René Havard
- Alain Bouvette
- Paul Demange